# Caja

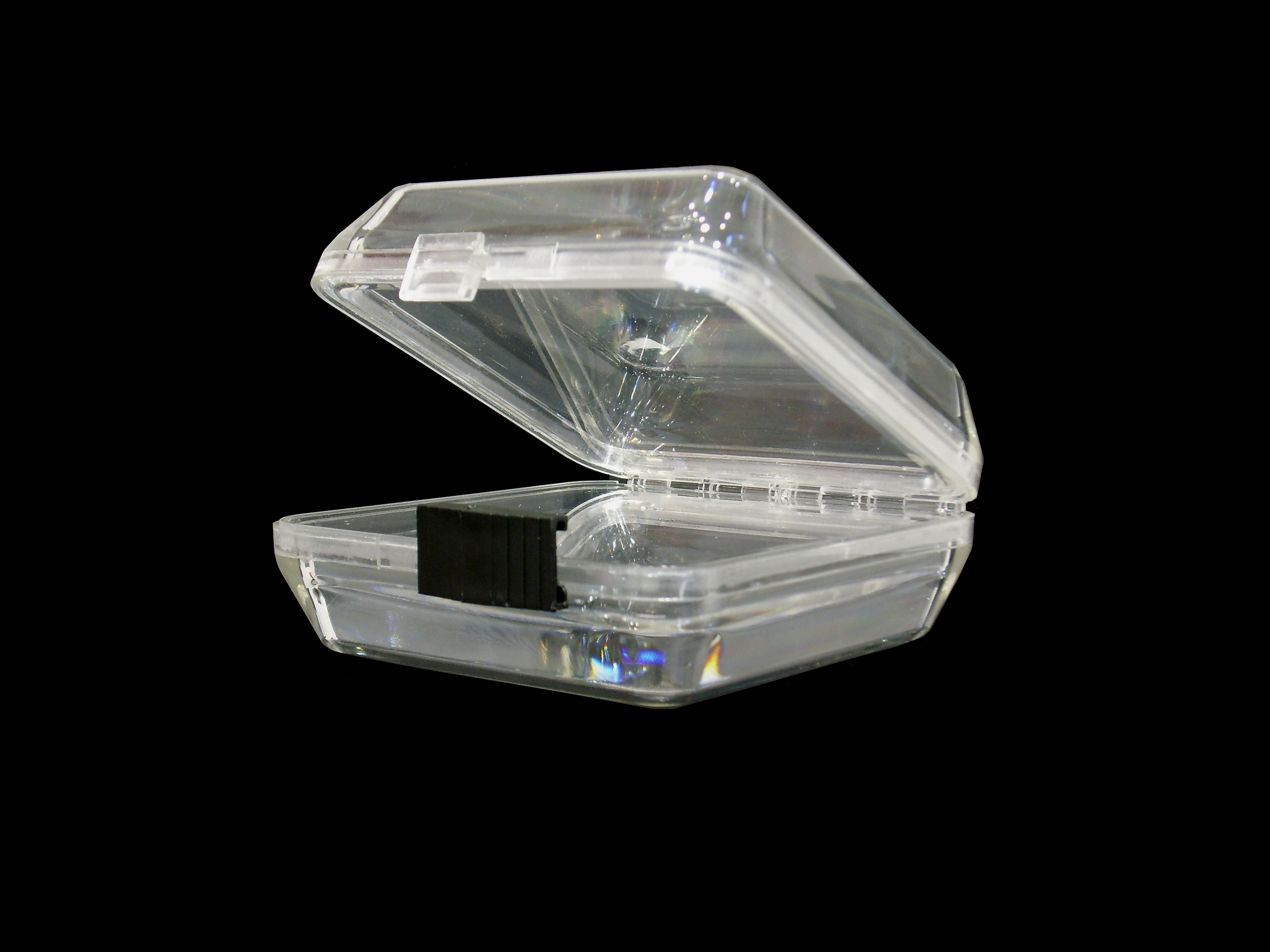

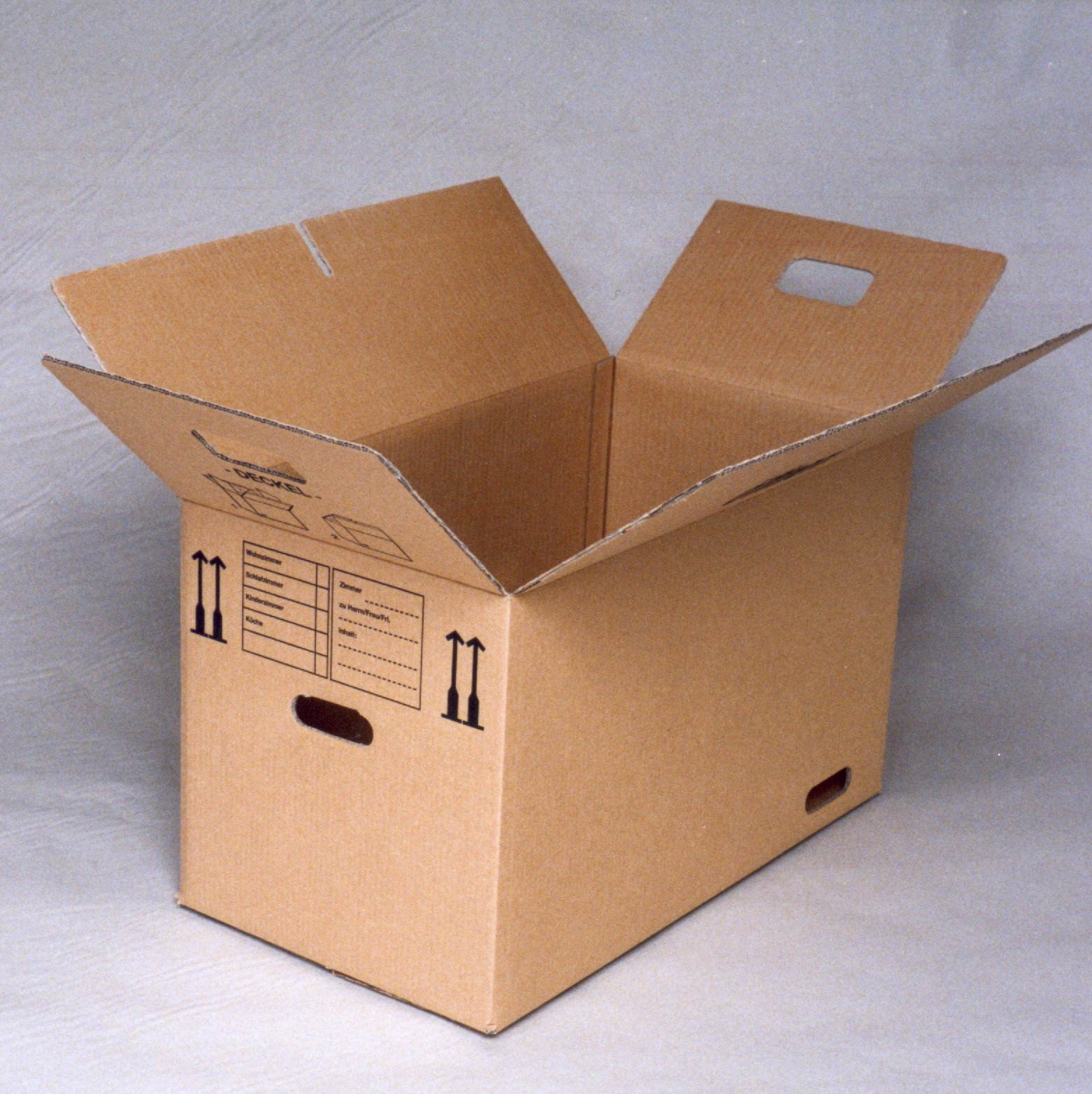

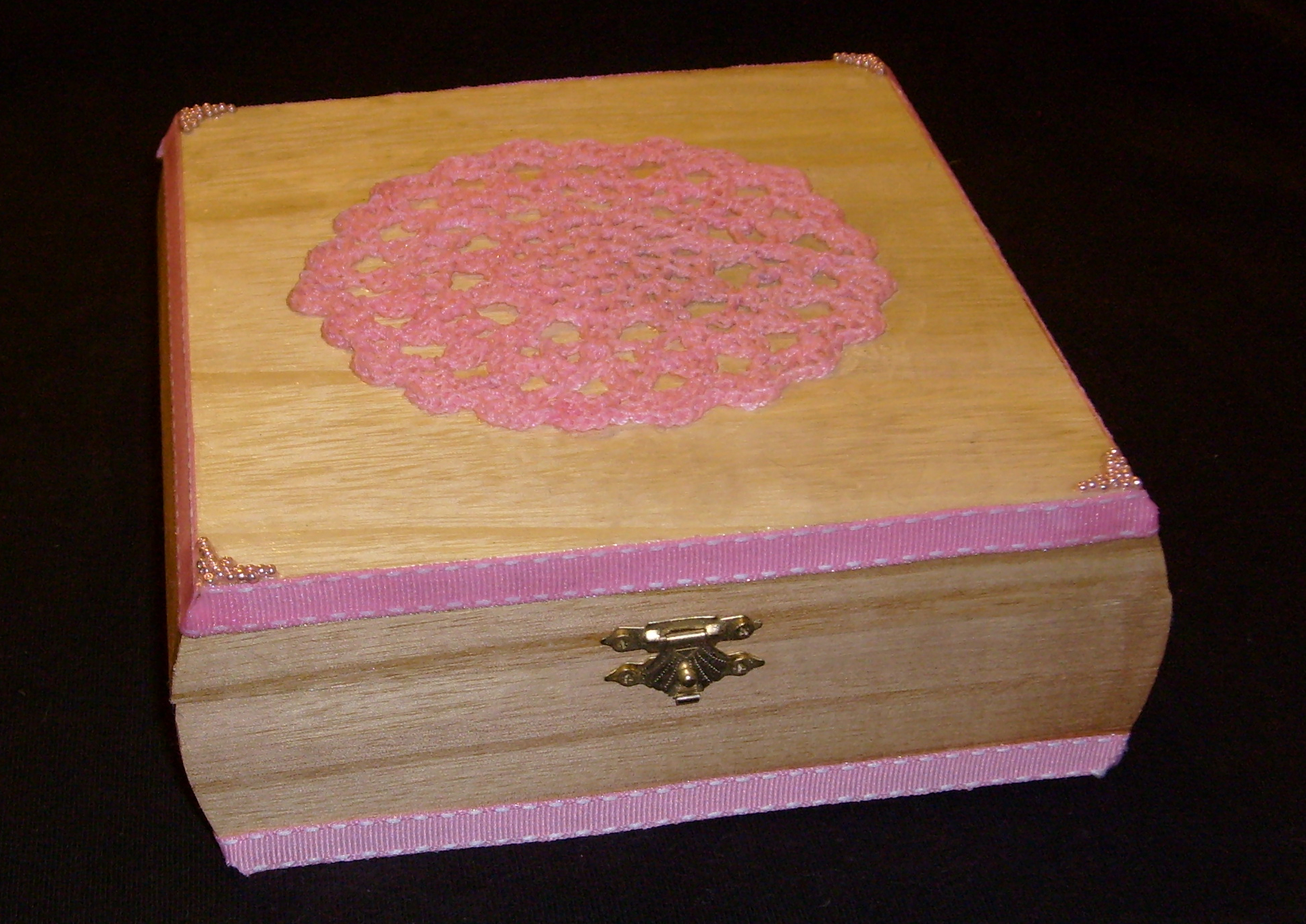
Caja de madera

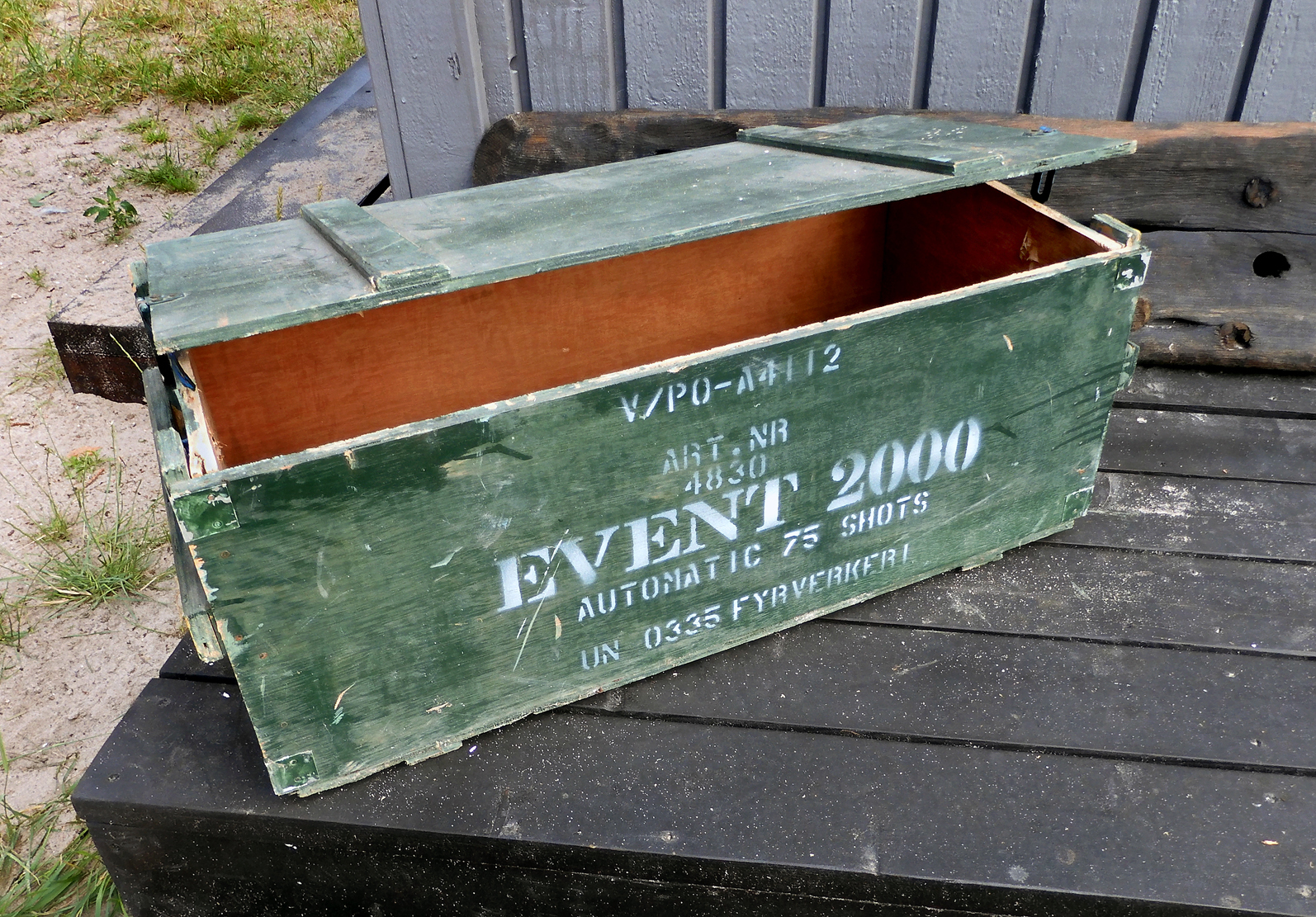
Una caja de madera para fuegos artificiales.

Una caja es un objeto, de diferentes tamaños, generalmente con forma de prisma rectangular, con una abertura que se cubre con una tapa, que puede estar vinculada a la misma, cuya función principal está asociada con transportar, contener o agrupar elementos.
Existen varios tipos de cajas y estás se clasifican de diversas formas, ya sea por el tipo de material que transporten o por el material con el que están fabricadas. Se pueden fabricar de varios materiales pero por lo general lo más común es que estén fabricados con plástico, cartón o madera.

## Definición
Aunque una caja se describe genéricamente como un recipiente con tapa, hoy en día el uso de la palabra se ha extendido también a recipientes descubiertos y algunos embalajes.
Una caja sirve para contener, guardar y conservar objetos y, si hablamos de mercancías, para agrupar, proteger, almacenar, transportar y, en ocasiones, exponer la mercancía en el lugar de venta.

## Materiales
El material de fabricación de la caja puede determinar la forma de su utilización así como los artículos a contener:
- una caja de madera suele reservarse para productos con connotaciones de calidad como puros o botellas de vino de alta gama. También se utiliza para productos hortofrutícolas o como protección de mercancías frágiles y pesadas: motores, pequeños vehículos, maquinaria, etc.
- la caja de plástico encuentra su principal consumidor en el mercado agrícola
- la caja de plástico conductivo protege su contenido de la pico rico

- las cajas con film son unas cajas de plástico que están compuestas de un material altamente resistente en resina K, poliesterol o polopropileno entre otros, con un film elástico de alta calidad. La elasticidad de este film, le permite adoptar distintas formas, por lo que cada diseño puede ser reutilizable con el mismo o con diferentes productos.
- la caja de plástico serie “odette” es una caja normalizada y de uso generalizado en la industria del automóvil
- la caja de cartón ondulado es el embalaje más habitual para el transporte de mercancías
- el cartoncillo se utiliza como envase primario en forma de estuche o caja de pequeñas dimensiones para diferentes sectores: perfumería, alimentación, tabaco, juguetes, detergentes, etc.
- la caja metálica proyecta características de calidad y protección a los objetos que contiene destinándose a mercados elitistas y exclusivos: delicatesen, dietética, joyería, etc.
- en la industria pesada se utiliza generalmente cajas metálicas de gran volumen.

## Estructuras
Las cajas pueden adoptar diversas estructuras en función de su destino. Las más habituales son: 
- Caja de solapas, También denominada caja plegable, es un embalaje de cuatro caras laterales que se cierra tanto en la parte superior como inferior por medio de cuatro solapas. Además, posee una gran versatilidad y alta resistencia al apilamiento de cajas. La fabricación de este tipo de cajas se basa en el uso de una sola pieza de cartón que se une mediante sistemas de grapado o encolado.
- Caja con tapa, es una caja que lleva una cubierta incorporada en su propia estructura
- Caja de tapa y fondo, es un embalaje compuesto por dos piezas independientes: una bandeja en la que se introduce el producto y una tapa que la cubre
- Caja dispensadora de líquidos, es una caja que contiene una bolsa estanca y un grifo para verter bebidas u otros productos líquidos.